# Cerodontha denticornis
Cerodontha denticornis är en tvåvingeart som först beskrevs av Georg Wolfgang Franz Panzer 1806.  Cerodontha denticornis ingår i släktet Cerodontha och familjen minerarflugor. Arten är reproducerande i Sverige. Inga underarter finns listade i Catalogue of Life.